# Georg von Derfflinger
Pour les articles homonymes, voir Derfflinger.
Georg von Derfflinger, né le 20 mars 1606 à Neuhofen en Autriche et mort le 14 février 1695  à Gusow en Brandebourg, est un feld-maréchal allemand qui participa à la guerre de Trente Ans et à la guerre de Scanie.

## Biographie
Issu d'une famille protestante, le jeune Georg von Derfflinger a été forcé de quitter les territoires héréditaires des Habsbourg. Il sert pendant la guerre de Trente Ans dans l'armée saxonne puis, à partir de 1632 et jusqu'à la fin de la guerre, dans l'armée suédoise commandée par le roi Gustave Adolphe. État-major sous le maréchal Carl Gustaf Wrangel, il se distingue en tant que commandant de cavalerie.
En 1654, il entre au service du « Grand Électeur » Frédéric-Guillaume Ier de Brandebourg. Bien qu'il n'eût reçu qu'une scolarité rudimentaire, il s'est distingué par ses qualifications et ses des capacités militaires. Après les ravages de la guerre, il mène d'importantes réformes de l'armée du Brandebourg-Prusse, notamment dans la cavalerie et l'artillerie. Il commande les forces de l'électeur lors de la bataille de Fehrbellin, le 28 juin 1675, où il remporte une victoire décisive contre les Suédois. En 1682 il est nommé commandant de la forteresse de Custrin.
Georg von Derfflinger a reçu le titre de Baron du Saint-Empire (Reichsfreiherr) des mains de l'empereur Léopold Ier en 1674.

## Postérité
À l'époque de l'Empire allemand, le croiseur de bataille SMS Derfflinger (1913) a été nommé en son honneur.